# 短裙 (AOA单曲)
「短裙」是韓國的女子樂團和舞蹈團體AOA的第5張單曲。於2014年1月16日發行。唱片公司為FNC Entertainment。

## 概要
- 「短裙」是AOA的第4張單曲，連同AOA Black的單曲「MOYA」，此單曲通算為第5張單曲。
- 《短裙》為此單曲專輯的主打曲目，並首次與勇敢兄弟合作。
- 與前作《RED MOTION》一樣，此單曲只有舞蹈團體成員參與演唱，有慶並沒有參與。
- 在回歸前夕，成員雪炫因腳傷而無法參與《短裙》的宣傳。
- 在進行了一週的宣傳後，FNC Entertainment在1月22日宣佈更改舞蹈。
- AOA憑此歌於2月9日奪得SBS人氣歌謠第1位，為出道以來首個音樂節目獎項。

## 收錄內容

### 韓國盤
CD
1. Gonna get your heart
2. 短裙（짧은 치마）
5th單曲「迷你裙」主打曲目
3. 路燈下（가로등 불 아래서）
4. 短裙（ins.）

### 日本盤
CD
1. ミニスカート -Miniskirt- (Japanese ver.)
2. ショートヘア -Short Hair- (Japanese ver.)
3. GET OUT (Original ver.)
4. ミニスカート（ins.）
5. ショートヘア（ins.）
6. GET OUT（ins.）

Type A DVD
1. ミニスカート (Japanese ver.) (Music Video)
2. ミニスカート (Japanese ver.) (Making)
3. Miniskirt (Music Video) -Korean ver.-
4. Short Hair (Music Video) -Korean ver.-
5. 特典映像

## 外部連結
- 日本官方網站介紹頁面
  - （日語）韓國盤
  - （日語）日本盤Type A
  - （日語）日本盤Type B